# Luigi Piotti
Luigi Piotti, italijanski dirkač Formule 1, * 27. oktober 1913, Milano, Italija, † 19. april 1971, Godiasco, Italija.
Luigi Piotti je pokojni italijanski dirkač Formule 1. Debitiral je na domači dirki za Veliko nagrado Italije v sezoni 1955, ko pa mu zaradi okvare dirkalnika ni uspelo niti štartati. V naslednji sezoni 1956 je na dveh dirkah ob enem odstopu na domači dirki za Veliko nagrado Italije s šestim mestom le za mesto zgrešil uvrstitev med dobitnike točk. V sezoni 1957 je na štirih dirkah dosegel le eno deseto mesto, v sezoni 1958 pa se mu ni uspelo kvalificirati na edino dirko, na kateri je nastopil. Umrl je leta 1971.

## Popolni rezultati Formule 1
(legenda) (odebeljene dirke pomenijo najboljši štartni položaj, poševne pa najhitrejši krog, †-uvrščen kljub odstopu)
| Leto | Moštvo                    | Šasija         | Motor               | 1       | 2       | 3   | 4   | 5   | 6   | 7       | 8       | 9   | 10  | 11  | Prv | Toč |
| ---- | ------------------------- | -------------- | ------------------- | ------- | ------- | --- | --- | --- | --- | ------- | ------- | --- | --- | --- | --- | --- |
| 1955 | Scuderia Volpini          | Arzani-Volpini | Maserati Straight-6 | ARG     | MON     | 500 | BEL | NIZ | VB  | ITA DNS |         |     |     |     | -   | 0   |
| 1956 | Officine Alfieri Maserati | Maserati 250F  | Maserati Straight-6 | ARG Ret | MON     | 500 | BEL | FRA | VB  | NEM     |         |     |     |     | -   | 0   |
| 1956 | Luigi Piotti              | Maserati 250F  | Maserati Straight-6 |         |         |     |     |     |     |         | ITA 6   |     |     |     | -   | 0   |
| 1957 | Luigi Piotti              | Maserati 250F  | Maserati Straight-6 | ARG 10  | MON DNQ | 500 | FRA | VB  | NEM | PES Ret | ITA Ret |     |     |     | -   | 0   |
| 1958 | Automobili OSCA           | O.S.C.A        | O.S.C.A Straight-4  | ARG     | MON DNQ | NIZ | 500 | BEL | FRA | VB      | NEM     | POR | ITA | MAR | -   | 0   |